# Pokolj u Kolibama 16. travnja 1992.
Pokolj u Kolibama je bio ratni zločin kojeg su počinile jedinice JNA i srpske vojne snage nad Bošnjacima i Hrvatima u Gornjim i Donjim Kolibama selima u općini Bosanski Brod 16. travnja 1992. godine. Tog dana su pripadnici JNA i bosanski Srbi ubili dvadeset i troje mještana.
Vojska Republike Srpske, JNA i paravojne formacije iz Srbije izvršili su tenkovsko pješadijski napad na ova dva sela. Toga dana je u svega nekoliko sati tada ubijeno dvadeset i troje mještana, deset Hrvata ove mjesne zajednice i trinaest Bošnjaka. Ubijeno je sedamnaest mještana Koliba Gornjih i šest mještana Koliba Donjih u svojim kućama ili na dvorištima, najstarija žrtva imala je 92 godine. Za zločin još nitko nije odgovarao.

## Spomen obilježja
U spomen na 37 poginulih Hrvata iz Koliba tokom rata 2010. godine mjesni organizacijski odbor, obitelji poginulih i nestalih branitelja i civilnih žrtava rata na mjesnom groblju u Donjim Kolibama podigli su spomen križ. U Gornjim Kolibama se nalazi spomen turbet u kompleksu džamije.